# Allen Say
Allen Say, né James Allen Koichi Moriwaki Seii (ジェームズ・アレン・コウイチ・モリワキ・セイイ) à Yokohama (Japon) le 28 août 1937, est un auteur et illustrateur américain, d'origine japonaise. 

## Biographie

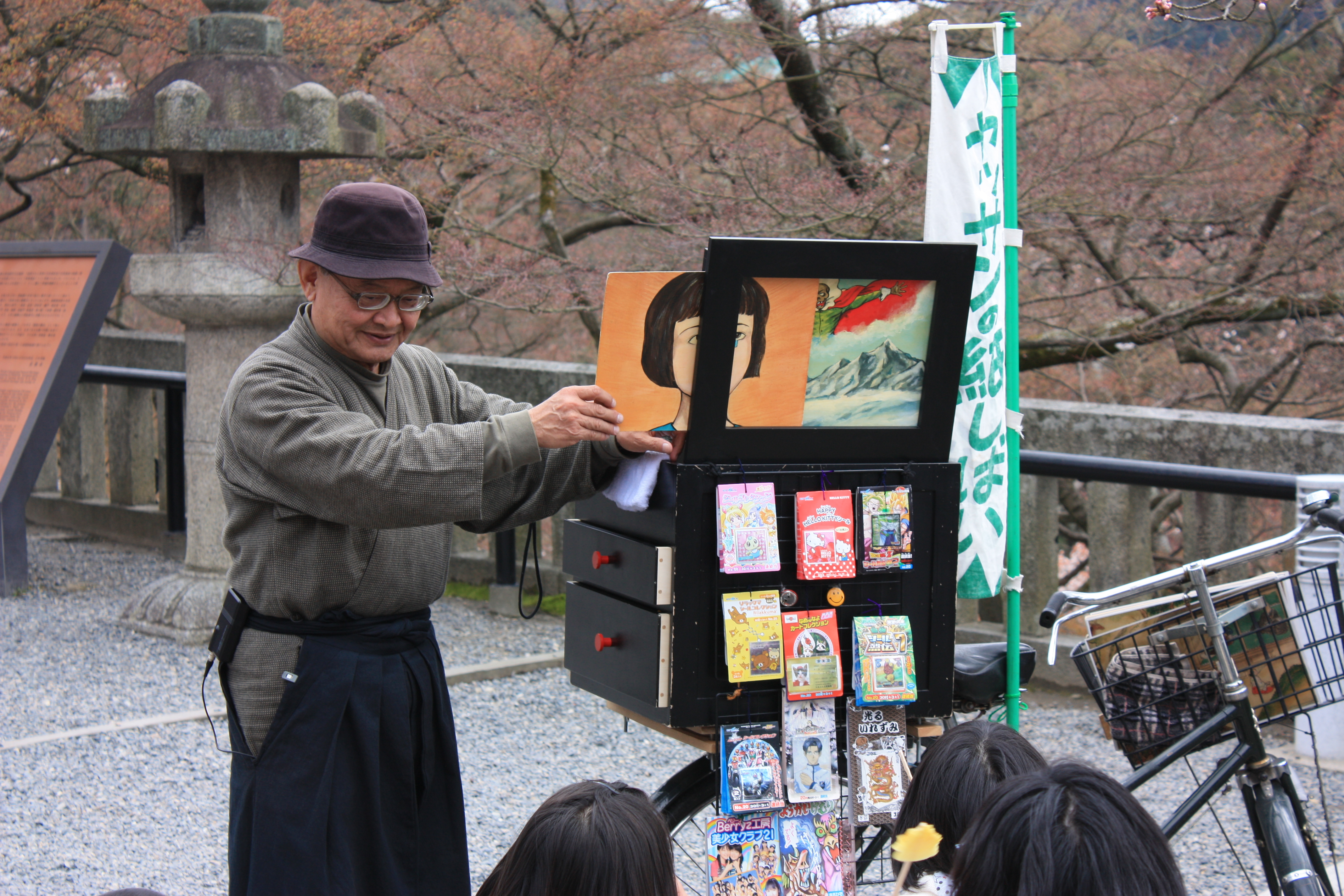
Son album de 2005 Le Bonhomme Kamishibai évoque le théâtre de rue japonais : le kamishibai.

Allen Say naît au Japon d'un père coréen et d'une mère nippo-américaine. Ses parents divorcent lorsqu'il a 8 ans. Adolescent, il s'inspire du travail de Noro Shinpei. C'est en son hommage qu'il écrit en 1979 l'ouvrage L'Auberge de la bande dessinée [ (en) The Ink-Keeper's Apprentice].
En 1953, il quitte le Japon pour suivre son père aux États-Unis,. 
Il a étudié 3 ans à l'Université Aoyama Gakuin, Tokyo, 1 an au Chouinard Art Institute, un an au Los Angeles Art Center School, deux ans à l'Université de Californie à Berkeley et un an au San Francisco Art Institute,.
Il est reparti vivre au Japon, est revenu aux États-Unis, puis a séjourné en Allemagne, puis est à nouveau revenu aux États-Unis.
Il devient photographe, puis se consacre au dessin et à l'illustration,.
Nombre de ses ouvrages sont d'inspiration autobiographique, et évoquent son pays natal, le Japon.
Il obtient pour l'album qu'il a illustré, sur un texte de Diane Snyder, Le Garçon qui aimait trop la sieste [(en) The Boy of the Three-Year Nap] le Boston Globe-Horn Book Award, en 1988, et le Caldecott Honor, (finaliste de la médaille Caldecott) l'année suivante.
Il retrace dans l'album jeunesse, qu'il a écrit et illustré, Le Voyage de grand-père [ (en)  Grandfather's Journey ], publié en 1993, l'immigration de son grand-père du Japon aux États-Unis, puis son retour dans son pays natal. L'ouvrage obtient la médaille Caldecott en 1994,.
En 2005 il publie Le Bonhomme Kamishibai, traduit par Agnès Desarthe l'année suivante [ (en) Kamishibai Man] qui s'intéresse au théâtre de rue japonais : le kamishibai.
En 2020, il est l'artiste sélectionné pour représenter son pays, les Etats-Unis, pour le Prix Hans-Christian-Andersen, dans la catégorie Illustration, prix international danois.

## Œuvre
- A Canticle to the Waterbirds, texte de Brother Antoninus (1968) (illustrations)
- Two Ways of Seeing, texte de Wilson Pinney (1971) (illustrations)
- Dr. Smith's Safari (1972)
- The Nose: A Tale Based on "Hana" by R. Akutagawa (1973)
- Once Under the Cherry Blossom Tree: An Old Japanese Tale (1974)
- The Feast of Lanterns (1976)
- Morning Glories (1976) (illustrations et traduction)
- Magic and the Night River, texte de Eve Bunting (1978) (illustrations)
- The Ink-Keeper's Apprentice (1979)
  - L'Auberge de la bande dessinée, École des loisirs (1996)
- The Lucky Yak, texte de Annetta Lawson (1980) (illustrations)
- The Secret Cross of Lorriane, texte de Thea Brow  (1981) (illustrations) 
  - Le Yak heureux, Gallimard (1986)
- The Bicycle Man (1982)
- How My Parents Learned to Eat, texte de Ina R. Friedman (1984) (illustrations)
- The Boy of the Three-Year Nap, texte de Dianne Snyder (1988) (illustrations) - Caldecott Honor
  - Le Garçon qui aimait trop la sieste, Ecole des loisirs (1995)
- A River Dream (1988)
  - J'ai rêvé d'une rivière, École des Loisirs (1994)
- The Lost Lake (1989)
- El Chino (1990)
- The Big Book for Peace (1990) (texte de Yoshiko Uchida)
- Tree of Cranes (1991)
  - L'Arbre aux oiseaux, École des loisirs (1994)
- Grandfather's Journey (1993) - médaille Caldecott
  - Le Voyage de grand-père, École des loisirs (1996)
- Stranger in the Mirror (1995)
  - Le visage de grand-père , École des loisirs (1996)
- Emma's Rug (1996)
  - Le Tapis d'Emma, École des loisirs (1997)
- Allison (1997)
  - Allison, École des loisirs (1998) ; trad. d'Agnès Desarthe
- Tea with Milk (1999)
- The Sign Painter (2000)
- Home of the Brave (book)|Home of the Brave (2002)
- Music for Alice (2004)
- Kamishibai Man (2005)
  - Le Bonhomme Kamishibai, École des loisirs (2006) ; trad. d'Agnès Desarthe
- Erika-san (2009)
- The Boy in the Garden (2010)
- Drawing From Memory (2011)
- The Favorite Daughter (2013)
- The Inker's Shadow (2015)

## Expositions
- 2000 : Retrospective, the Japanese American National Museum in Los Angeles[2],[5]

Exposition et catalogue d'exposition :
- 2007 : (en) The art of Allen Say : a sense of place, Eric Carle Museum of Picture Book Art, 2007[5]

## Prix et distinctions
Liste non exhaustive
- 1988 : Boston Globe-Horn Book Award[4] pour  Le Garçon qui aimait trop la sieste [(en) The Boy of the Three-Year Nap]
- 1989 : Honor Cadelcott[6] (Finaliste de la médaille Caldecott) pour  Le Garçon qui aimait trop la sieste [(en) The Boy of the Three-Year Nap]
- 1994 : Médaille Caldecott[7] pour Le Voyage de grand-père [ (en)  Grandfather's Journey ]
- 2020 :  Sélection Etats-Unis du Prix Hans-Christian-Andersen, dans la catégorie Illustration[5]